# Ричард Кайнд
Ричард Джон Кайнд (на английски: Richard John Kind) е американски актьор, популярен най-вече с участието си в сериалите „Луд съм по теб“, „Шеметен град“ и филма „Старгейт“ на режисьора Роланд Емерих.
Роден в еврейското семейство на Елис и Семуел Кайнд. Майка му е домакиня, а баща му е бижутер. През 1978 г. завършва Северозападния университет.
Участва в много игрални филми и телевизионни сериали. Има над 100 роли в озвучаването на анимационни филми и сериали.